# 한국복음주의의료인협회
한국복음주의의료인협회(韓國福音主義醫療人協會, Evangelical Medical Association of Korea, 약칭 EMAK, 한복의협(韓福義協))는 2022년 8월 21일에 창립한 복음주의 계열의 기독 의료인 연합체로, 한국교회연합 회원단체이다. 한국복음주의의료인협회는 특정 의료 종사자로 구성된 연합체가 아닌 복음주의 정신을 가진 모든 의료계열 종사자들로 구성된 연합체이다. 초대 회장은 성누가병원 치과 신명섭 원장이다.

## 주요사업
한국복음주의의료인협회의 주요 사업은 복음주의 의료인 연합, 의료봉사와 구제, 선교, 복음적 생명윤리 및 의료윤리 정립, 기독교 병원 네트워크 결성, 복음을 수호하기 위한 기독 의료인들의 공동적 대처이다. 

## 기타
- 2022년 10월 30일 이태원 참사 긴급 성명서를 발표했다.[1]

## 같이 보기
- 한국교회연합